# Halvor Heyerdahl Rasch
Halvor Heyerdahl Rasch, född 8 januari 1805 i Mustorp utanför Mysen, död 26 augusti 1883, var en norsk zoolog. 
Rasch blev 1825 konservator vid Zoologiska museet i Kristiania och var 1852–74 professor i zoologi vid Kristiania universitet. Han var upphovsman till flera praktiska reformer, bland annat inverkade han genom Jagten i Norge (1845) på jaktlagen av samma år och var på det hela taget administrationens ständige konsulent i naturvetenskapliga frågor. Praktiska mål tjänade även hans böcker Om den kunstige fiskeformerelse og om biavlen (1852) och Om midlerne til at forbedre Norges laxe- og ferskvandsfiskerier (1857; två svenska översättningar 1858). Mycket arbete nedlade han på att höja ostronodlingen i Norge.